# Liste der Flughäfen in Mauritius
Die Liste der Flughäfen in Mauritius zeigt die zivilen Flughäfen des afrikanischen Staates Mauritius, geordnet nach Orten.
| Ort                         | ICAO-Code | IATA-Code | Name des Flughafens        |
| --------------------------- | --------- | --------- | -------------------------- |
| Amitié                      |           |           | Flugplatz Skydive Austral  |
| Port Louis                  | FIMP      | MRU       | Flughafen Mauritius        |
| Port Mathurin               | FIMR      | RRG       | Flughafen Sir Gaëtan Duval |
| Vingt Cinq (Agalega-Inseln) | FIMA      |           | Flugplatz Agalega Island   |